# Kremjonki
Kremjonki (russisch Кремёнки) ist eine Kleinstadt in der Oblast Kaluga (Russland) mit 11.582 Einwohnern (Stand 14. Oktober 2010).

## Geographie
Die Stadt liegt etwa 70 km nordöstlich der Oblasthauptstadt Kaluga am linken Ufer der Protwa, eines linken Nebenflusses der in die Wolga mündenden Oka.
Kremjonki gehört zum Rajon Schukow und ist von dessen Verwaltungszentrum Schukow 30 Kilometer in südöstlicher Richtung entfernt.

## Geschichte
Ein Dorf Kremjonki entstand zu Beginn des 18. Jahrhunderts unweit des älteren Dorfes Troizkoje am gegenüber liegenden Ufer des Flusses Protwa. Es gehörte zunächst zum Ujesd der 20 Kilometer östlich gelegenen Stadt Serpuchow, die heute in der benachbarten Oblast Moskau liegt.
Der Ort blieb lange relativ unbedeutend, wurde aber in der sowjetischen Periode Sitz eines Dorfsowjets. Im Zweiten Weltkrieg verlief bei Kremjonki ab Mitte Oktober 1941 die Frontlinie. Die 260. Infanterie-Division der Wehrmacht hatte dort links (nördlich) der Protwa zwei Brückenköpfe erobert. Ende Oktober wurde sie durch die 52. Infanterie-Division abgelöst, deren weiteres Vorrücken links der Oka aus Richtung Tarussa auf Serpuchow aber von den sowjetischen Truppen verhindert werden konnte. Am 16. Dezember 1941 ging die 194. Schützendivision der 49. Armee der Westfront der Roten Armee im Raum Kremjonki während der Schlacht um Moskau zum Gegenangriff über und drängte in diesem Bereich die deutschen Truppen um mehrere Dutzend Kilometer zurück.
Während und nach der Errichtung von Erweiterungsbauten des Kernforschungsinstitutes im wenige Kilometer östlich, bereits in der Oblast Moskau gelegenen Protwino entstand ab den 1970er-Jahren nordwestlich des ursprünglichen Dorfes eine Plattenbausiedlung für Bauarbeiter und Beschäftigte des Institutes und anderer Einrichtungen. Anfang der 1980er-Jahre hatte der Ort etwa 2600 Einwohner, bis zum Ende des Jahrzehnts wuchs die Zahl auf etwa 10.000. 1989 erhielt der Ort den Status einer Siedlung städtischen Typs, und am 28. Dezember 2004 schließlich die Stadtrechte.

### Bevölkerungsentwicklung
| Jahr | Einwohner |
| ---- | --------- |
| 2002 | 12.128    |
| 2010 | 11.582    |

Anmerkung: Volkszählungsdaten

## Kultur und Sehenswürdigkeiten
In Kremjonki gibt es ein 1975 eröffnetes Militärhistorisches Museum mit Gedenkkomplex sowie ein Jekaterina-Daschkowa-Museum. Die im Stadtwappen dargestellte Jekaterina Daschkowa war enge Vertraute der Zarin Katharina der Großen und eine bedeutende Persönlichkeit der Aufklärung in Russland des 18. Jahrhunderts. Sie verbrachte in einem Familienanwesen beim unweit gelegenen Dorf Troizkoje ihre letzten Lebensjahre bis 1810. In Troizkoje steht die Dreifaltigkeitskirche (Troizkaja zerkow), in der Jekaterina Daschkowa begraben wurde. Vom Anwesen sind nur Ruinen erhalten.

## Wirtschaft und Infrastruktur
Kremjonki ist in erster Linie Wohnsiedlung für Beschäftigte von Unternehmen und Einrichtungen der benachbarten Städte Serpuchow und Protwino. Daneben gibt es Fabriken für Dämmstoffe und Glasbehälter. Unweit der Stadt befindet sich das Sanatorium Wjatitschi.
Die nächstgelegene Eisenbahnstation befindet sich in Serpuchow an der Strecke Moskau – Tula – Kursk. Durch Kremjonki verläuft die Oblaststraße, die entlang dem linken Protwa-Ufer die Fernstraße M3 bei Obninsk mit der Fernstraße M2 bei Serpuchow verbindet.